# Fashion Model Directory

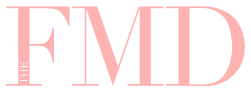

Fashion Model Directory (FMD) é uma base de dados online norte-americana com informações sobre modelos do sexo feminino, agências de modelos e designers de moda.
O FMD é frequentemente citado como o IMDb da indústria da moda, por ser o maior banco de dados do mundo disponível online.
 O projeto foi iniciado em 1996 por Stuart Howard e adquirido pelo Grupo FashionOne em 2002.

## Resumo
O Fashion Model Directory consiste de um site que disponibiliza uma das maiores bases de dados sobre o perfil feminino de modelos e agências de grandes estilistas. Em muitos casos, as informações sobre as modelos vão além das simples estatísticas ou dos dados biográficos, incluem também informações completas sobre as suas carreiras nas áreas da publicidade, capas de revistas, desfiles de moda, hobbies e links para outros sites oficiais. 
 Além disso, o FMD oferece uma galeria de fotografias para cada modelo, incluindo informações sobre direitos autorais e de fotógrafos, sempre que disponíveis. Os dados sobre as agências de moda incluem informações para contato, como o endereço, site oficial, tipo de negócio, escritórios e notas. Cada agência é marcada com um MVA-logo após serem avaliadas e verificadas por uma equipe selecionada de peritos.
 O FMD oferece uma ferramenta para a identificação de modelos desconhecidas, uma entrevista mensal com uma modelo, notícias e "fofocas" da indústria, classificações e ferramentas especiais, como os favoritos e listas opcionais de apresentação. O site tem também um espaço ativo de mensagens.
 O site é gratuito, sendo suficiente um registo para acessar a uma gama mais completa de funções. Para a inscrição é necessário uma conta válida de e-mail e um navegador que aceite cookies.
 Os usuários registados podem também criar uma "lista de favoritos" com as suas modelos preferidas que podem ser compartilhados com o público. 
 
Os visitantes do site que desejem só ver informação sem acesso a funcionalidades interactivas, podem fazê-lo sem registo.
O site está disponível em duas línguas: inglês e alemão.

## História
O FMD foi iniciado como um projeto privado offline no início de 1996 por Stuart Howard. Um ano depois a base de dados ficou on-line e atualizada cada semana e a única maneira de enviar informação era via e-mail. O desenho do site era então muito básico e não havia recursos avançados, excepto um simples motor de pesquisa. O primeiro URL para o FMD foi www.threestrings.com/stuart/, que fazia parte de um site pessoal antes de mudar para o actual endereço, em 2001. 
 Em 2002, o banco de dados estava destinado a desaparecer da web, porque o tempo de exposição do projecto excedeu o possível. 
 
Após um curto de tempo offline, o projeto foi retomado pela Grupo FashionOne que investiu tempo e dinheiro para o reiniciar com uma nova concepção e novas funções. 
Três anos mais tarde, em 2005, o projeto foi redesenhado e reprogramado novamente.
 
A Página inicial (home page em inglês) teve algumas mudanças ao longo dos anos, principalmente mostrando novidades sobre o site e lançamentos recentes.

## Presente
Actualmente, o Fashion Model Directory inclui dados sobre mais de 9000 modelos, 300 designers e 1000 agências. Além disso o FMD disponibiliza mais de 125000 imagens e vídeos de moda para mais de 1 milhão de visitantes mensais.
 
Em 2007, o FMD anunciou o lançamento do MVA (Most Valuable Agency em inglês), uma nova ferramenta para verificação, teste e certificação de agências de modelos. O principal objetivo é fornecer informações credíveis sobre as agências de moda a tornar públicas todas as outras que têm um comportamento fraudulento e duvidoso no mercado, denunciando-as antes que provoquem algum dano. A ferramenta também fornece truques, alertas e avisos, bem como as queixas apresentadas pelos profissionais do setor. Além disso, a informação está sincronizada com uma lista selecionada de defesa do consumidor de serviços de vários países ao redor do mundo, tais como o Better Business Bureau ou a Federal Trade Commission.<ref>FMD - Estatísticas (em inglês)